# 寒波
寒波（かんぱ、英: cold wave）とは、極または高緯度地方で冷却された空気が、中緯度や低緯度地方の広い範囲に流れ出すこと。極（北極や南極）や高緯度地域から、気温が低い気塊が、中緯度や低緯度地域へと波のように押し寄せてくる現象。主に冬季に起きる。北半球でも南半球でも起きる。

## 概要
高緯度地域では冬季を中心とした寒候期の長い間、しばしば寒波に見舞われる。高緯度から中緯度へと緯度が低くなるに従い寒波に見舞われる期間は短くなり、寒波の温度も高くなる。だが中緯度地域が稀に強い寒波に見舞われると、その地域の住民が寒波に慣れておらずインフラや家庭の設備なども寒波対策を十分にしていない分、社会的な影響は大きくなる。
極地域では極気団の内部の気圧が不安定になることによって寒波に見舞われるために高緯度地域に比べて頻度は低く、もともと気温が低いため寒波による気温の低下はそれほど著しいものではない。
夏季でも、高緯度地域では稀に寒波に見舞われることがあるが、低緯度地域では夏の寒波は見られない。
寒気が南下する際には暖かい空気との境界に寒帯前線ができ、一緒に移動してくる。寒帯前線の付近には低気圧が発生しやすく、発達も著しい。低気圧の発達は局地的に気圧差を拡大させるためより一層強い寒気を引き込み、寒波も強いものとなる。

### 原理
北半球の場合
北極には、極循環によって非常に冷たい空気の塊（北極気団）ができる。この空気の塊は北極を中心として、周囲に膨らんだり縮んだりといった動きを繰り返している。膨らんだり縮んだりといった動きは寒気の南下・北上を意味し、膨らんだときには「寒気が南下する」あるいは「寒気が放出される」などと表現する。気象学的には「寒気の南下」あるいは「寒気の放出」と解されるものが、いわゆる寒波と呼ばれるものである。
「寒気の南下しやすさ」あるいは「寒気の放出されやすさ」は、北極の極高圧帯と中緯度高圧帯の気圧の差に左右される。この気圧差は北極振動（AO）と呼ばれ、数週間〜数十年の複数の周期で似たような気圧差パターンとなる。気圧の差が大きいと北極気団の周りを流れる寒帯ジェット気流が強まって冷たい空気を動きにくし、寒波の頻度は低くなる。気圧の差が小さいと寒帯ジェット気流が弱まって冷たい空気を動きやすくし、寒波の頻度は高くなる。
南半球の場合
南極にも非常に冷たい空気の塊（南極気団）や周囲との気圧差の変動（南極振動（AAO））があり、北極と同じようなメカニズムで「寒気の北上」あるいは「寒気の放出」を起こし寒波をもたらす。

## 影響
寒波による影響は低温によるもの、強風によるもの、大雪や着氷によるものに大別される。
低温
寒波により気温が氷点下まで下がると、水道管が凍結してしまう場合がある（正確には、気温がおよそ-4°C以下になると凍結する可能性があるとされている）。水はこおると体積が増す性質があるので、水道管が破損したり、屋外に設置してある給湯器内の管が破損してしまい使えなくなってしまうということも起きる。凍結や管の破損を防止するには、蛇口を少しだけ緩めて数ミリ程度の水（鉛筆の芯程度の太さの水）を流しておけばよい。また屋外にある蛇口などは、布類（ボロ布で良い）や緩衝材などで包んでおくと、こおりつきにくくなる。
低温による人体への影響もある。冷たい外気や雪などは部屋の温度を下げるため、暖房などが十分でない場合は人の体温を下げて生命を危険な状態にしてしまうことがある。軽微な場合はしもやけ程度で済むが重度の場合、局部的に冷やされた場合は凍傷、体全体が冷やされた場合は低体温症の恐れがある。対処法については低体温症#対処法を参照。
ホームレスなど屋外で生活する人々にとっては寒波の影響は大きく、多数が死に至ることもある。ウクライナの例では、寒さをしのぐために飲酒し、そのまま路上で亡くなるホームレスが多いことが報告されている。
強風
強風は低気圧を伴って寒気が南下する場合に多く見られ、建造物や物品の損壊をはじめとした風害ももたらす。
大雪
寒波は、大抵の場合雪を伴う。雪の量が多いと大雪となり、積雪や地吹雪によりさまざまな災害をもたらす。寒気が大きく南下すると低温の範囲も南に広がり、それに伴って雪の範囲や大雪の範囲も南に拡大し、通常、雪が少ない地域では少量の積雪でも大きな影響が出る。

## 過去の顕著な寒波
規模の大きい寒波を「大寒波」などと呼ぶ。また、12月25日前後に発生するものを「クリスマス寒波」と呼ぶことがある。
- 1709年1月 - ヨーロッパで大寒波。1709年の大寒波を参照。
- 1947年1月 - ヨーロッパで大寒波。イギリスにおける1946-1947年の冬を参照。
- 1963年1月 - ヨーロッパ、日本で記録的寒波。日本では豪雪（昭和38年1月豪雪）で死者228人。
- 1993年3月 - 発達した低気圧の影響でアメリカ東部を中心に記録的寒波。遭難事故や凍死などで死者200人以上。
- 1996年2月 - アメリカで寒波。ミネソタ州タワー市で-51°C。
- 2005年12月 - 北極振動が負に大きくはたらいたため日本列島を含む東アジアで低温と豪雪に見舞われた。日本では除雪中の事故などによる死者が150人を越す。
- 2006年1月 - ヨーロッパからロシアにかけて記録的寒波。モスクワで-30°C、シベリア東部のサハ共和国では-66°Cの気温を観測する。
- 2008年1月 - アフガニスタン西部に15年ぶりの寒波。ヘラート州を中心に320人以上が死亡。多数の家畜も死亡した[6]。
- 2016年1月 - 上述の日本のみならず東アジア各地で記録的な寒波。各地で最低気温記録が更新される。香港大帽山で-6.0°C、中国内陸の内モンゴル自治区では-46.8°C、海岸部の上海でも-7.5°Cを観測。台湾は台北で4°Cを記録したほか低体温症により全土で85人が死亡。朝鮮半島各地でも記録的な低温・大雪（鬱陵島 137.3cmなど）が観測された。2016年1月下旬の東アジアの寒波を参照。
- 2017年1月 - 北極振動が負に大きくはたらいたため、ヨーロッパから日本にかけて広範囲な大寒波。ドイツで-20°C、セルビアのシエニツァで-33°Cの気温を観測する[7]。詳細は2017年1月のヨーロッパの寒波（英語版）を参照。
- 2021年1月 - 北極振動が負に大きくはたらいたため、ヨーロッパから日本にかけてかなり広範囲な大寒波[8]。スペインの首都マドリードで半世紀（50年）ぶりの大雪を観測する[9]。詳細はフィロメナ (2021年の暴風雨)（英語版）を参照
- 2022年
  - 1月 - ギリシャにて寒波による大雪が発生し、首都アテネの交通がマヒした[10]。詳細はエルピス (暴風雪)（英語版）にて。
  - 12月 - 強い寒気がロッキー山脈をそってフロリダ北部にかかり、冷たい気団と暖かい気団のぶつかりにより、五大湖のあたりで爆弾低気圧へと発展[11]。ワイオミング州キャスパーで、1939年の観測史上最低となる-41°Cを記録した[11]。アメリカとカナダでは停電や欠航が相次ぎ、死者も出ている[11][12]。日本語のメディアにおいてはこの寒波を「クリスマス寒波」と呼ぶメディアもあった[13]。詳細は2022年12月北アメリカ寒波（英語版）を参照。

### 日本が経験した寒波

#### 1950年代以前
- 1893年1月上旬（大雪） - 広島市で観測史上最大の積雪31cmを記録。
- 1900年1月下旬（低温・大雪） - 観測史上最低気温を記録したのは、松本市 -24.8°C。観測史上最大の積雪を記録したのは、赤間関市 39cm。
- 1902年1月下旬（低温） - 北日本を中心に記録的な低温。1月25日に旭川村で日本国内における観測史上最低気温となる-41.0°Cを記録。その地点における観測史上最低気温を記録したのは、下帯広村 -38.2°C、網走村 -29.2°C、宇都宮市 -14.8°C。八甲田雪中行軍遭難事件が発生。
- 1917年12月下旬-1918年1月上旬（低温・大雪） - 西日本を中心に12月としては記録的な寒波（大正7年豪雪）。観測史上最低気温を記録したのは、広島市 -8.6°C。観測史上最大の積雪を記録したのは、福岡市 30cm、彦根町 93cm。
- 1928年1月上旬（大雪） - 浦河町で観測史上最大の積雪52cmを記録。
- 1936年2月上旬（大雪） - 観測史上最大の積雪を記録したのは、仙台市 41cm、福島市 80cm、館野（小野川村） 27cm、岐阜市 58cm、相川村 65cm、豊岡町 186cm。3月2日に銚子市 17cm。
- 1938年2月中旬（大雪） - 盛岡市で観測史上最大の積雪81cmを記録。
- 1940年1月下旬〜2月上旬（豪雪） - 観測史上最大の積雪を記録したのは、富山市 208cm、酒田市 100cm。
- 1945年
  - 1月〜2月（低温・豪雪） - 観測史上最低気温を記録したのは、苫小牧町 -21.3°C、倶知安町 -35.7°C、盛岡市 -20.6°C、仙台市 -11.7°C、網代町 -4.5°C、大阪市 -7.5°C、和歌山市 -6.0°C、高松市 -7.7°C、多度津町 -6.3°C、徳島市 -6.0°C、飯塚市 -9.7°C、日田市 -10.8°C。観測史上最大の積雪を記録したのは、小樽市 173cm、寿都町 189cm、江差町 194cm、青森市 209cm、水戸市 32cm、横浜市 45cm、高田市 377cm、輪島町 110cm、神戸市 17cm、岡山市 26cm、熊本市 13cm、宮崎市 3cm。
  - 12月中旬（大雪） - 名古屋市で観測史上最大の積雪49cmを記録。
- 1947年2月後半（豪雪） - 鳥取市で観測史上最大の積雪129cmを記録。
- 1954年1月下旬（大雪） - 京都市で観測史上最大の積雪41cmを記録。
- 1959年1月中旬（大雪） - 西日本を中心に大雪となった。観測史上最大の積雪を記録したのは、鹿児島市 29cm、都城市 15cm、油津（日南市） 4cm、佐賀市 21cm、平戸市 12cm。

#### 1960年代
- 1961年1月中旬（豪雪） - 新潟市で観測史上最大となる積雪120cmを記録。
- 1963年1月下旬（豪雪・低温） - 北陸〜西日本にかけて豪雪と異常低温。国鉄上信越線が長期運休するなどした。昭和38年1月豪雪（三八豪雪）の一連の寒波の中で最も強烈なものである。福井市 213cm、金沢市 181cm、米子市 80cm、長崎市 15cmなど各地で観測史上最大の積雪となった。
- 1967年1月中旬（低温・大雪） - 南西諸島を中心に全国的な異常低温。再び長崎市で歴代1位タイの積雪15cmを記録した。

#### 1970年代

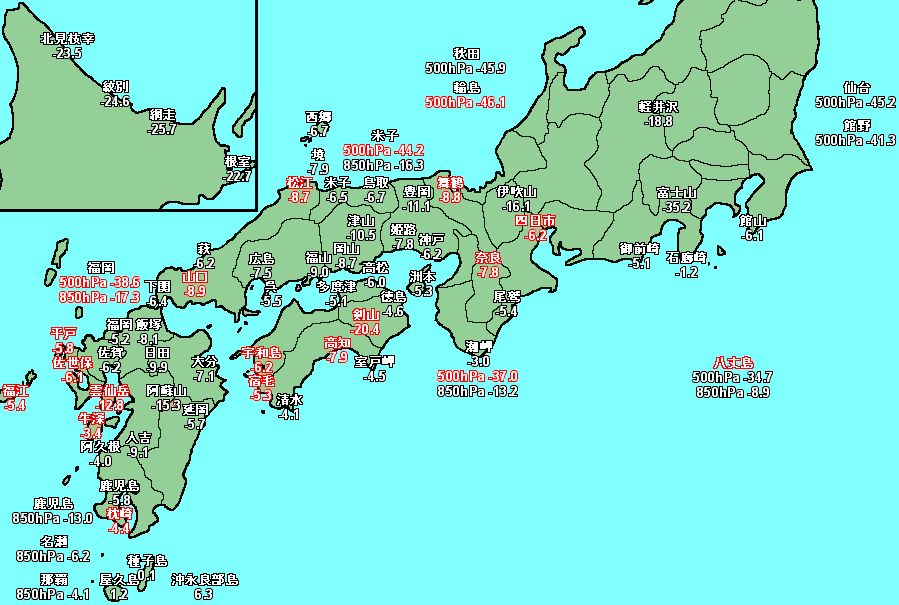
1977年2月中旬の寒波による最低気温

- 1971年2月上旬（豪雪） - 松江市で積雪100cm。
- 1974年1月下旬〜2月中旬（豪雪） - 秋田市 117cm、横手市 259cm、新庄市 236cmなど（昭和48年豪雪/秋田豪雪）。
- 1977年2月中旬（低温・豪雪） - 全国的な異常低温。沖縄県では当時唯一の降雪記録となる久米島でみぞれを観測。西日本平野部でも広範囲で最高気温0°Cに達せず真冬日。昭和52年豪雪（五二豪雪）の一連の寒波の中で最も強烈なものであり、多くの観測地点で最低気温の極値を更新（右図 赤字）した。1981年の寒波及び2016年の寒波とともに戦後最強クラスの寒波である。八戸市で92cm、むつ市で170cm、屋久島で2cm（以上歴代1位）、鳥取市で105cm（歴代2位）の積雪を記録した。
- 1978年2月中旬（低温） - 北日本中心に異常低温。日本の最低気温極値の上位10地点中5地点を、1978年2月17日の低温記録で占める。この猛烈な冷え込みは一連の寒波の中シベリア高気圧が北日本に袋状に垂れ下がり、季節風が一時的に収まったことによる放射冷却が原因であることが当日の気圧配置から読み取れる。

#### 1980年代

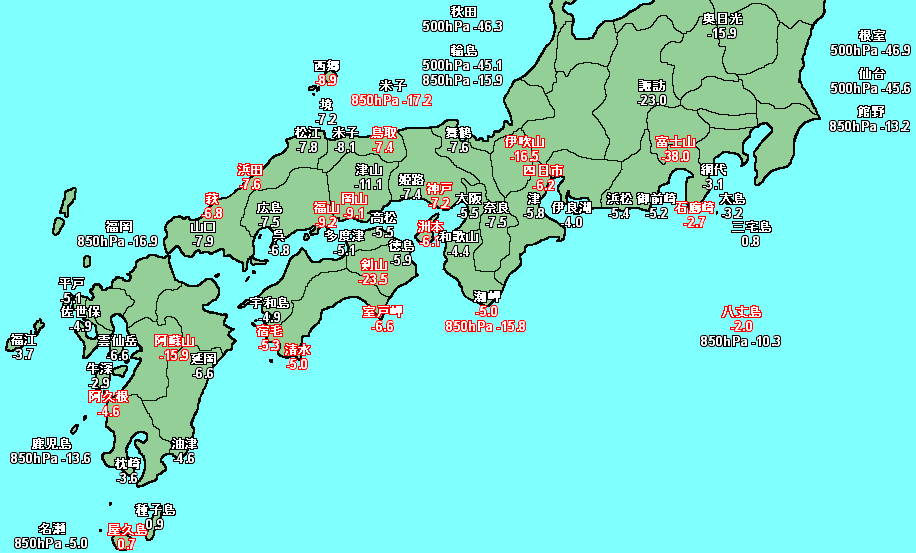
1981年2月下旬の寒波による最低気温

- 1981年2月末旬（低温・豪雪） - 中部以西を中心に全国的な異常低温。西日本各地の都市部でも真冬日の所が多くなった。昭和56年豪雪（五六豪雪）をもたらした寒波の主体は前年12月下旬〜1月中旬の里雪型の寒波によるものであったが、ひと月ほど強い寒気攻勢が収まって穏やかだったところへやって来たこの寒波により、多くの観測地点で最低気温の極値を更新（右図 赤字）した。1977年の寒波、および後述する2016年1月の寒波と並び戦後最強クラスの寒波である。
- 1984年2月上旬（低温・豪雪） - 全国的な異常低温と豪雪。記録的な低温ではなかったもののおよそ一週間に渡って著しい低温が続き、長野と高山で8日連続、仙台で6日連続、新潟で5日連続最高気温が0°Cに達しない真冬日となり、大阪で10日連続、東京で9日連続最低気温が氷点下となる冬日を観測するなどした。また北陸〜近畿北部にかけて記録的な豪雪となり（昭和59年豪雪/五九豪雪）、この他にも度重なる寒波により、この年の2月の平均気温は本州を中心に終戦の年以来戦後最も低くなった。深浦町で91cm、舞鶴市で積雪83cm、室戸岬で4cmを記録し観測史上最高となった。
- 1986年2月上旬（豪雪） - 上越市 324cm（昭和61年豪雪/六一豪雪）。
- 1987年1月中旬（大雪） - 西日本を中心に大雪となった。高知市で観測史上最大の積雪10cmを記録。

#### 1990年代
- 1995年12月下旬（豪雪） - 三陸沖で低気圧が発達し、本州中部で北北西風が卓越し易い珍しいタイプの冬型気圧配置が続いたため、普段雪の少ない三重県北部に2日間雪雲が流れ込み続け、四日市市で53cmと太平洋側としては稀な記録的大雪となった。伊良湖で12cm、津山市で40cmの積雪を観測。
- 1996年
  - 1月上旬（豪雪） - 1月10日に岐阜市で積雪48cmを記録、1954年1月以来およそ42年ぶりの大雪
  - 1月末旬〜2月初旬（低温・豪雪） - 東日本を中心に全国的な異常低温。伊豆大島で連日に渡って最低気温の記録を更新。関東平野の最高気温は晴天にもかかわらず3°C前後と異例の寒さとなった。山口市では観測史上最高の積雪37cmを記録した。
- 1997年1月22日（低温・大雪） - 近畿〜東海地方を中心に低温と大雪。近畿・東海の大都市部でも-5°C前後まで下がったうえ、大分市で積雪15cm（歴代1位タイ）、四日市市で24cm、京都市で15cmの記録的大雪となった。

#### 2000年代
- 2003年
  - 1月29日（低温・大雪） - 近畿〜中国地方を中心とした瞬発型の異常低温。紀伊半島の北中部や四国西部でも大雪になった。850hPaでの-15°C線は西回りに広く瀬戸内地方まで南下し、日中にもかかわらず山陰沿岸で-6°C前後、瀬戸内沿岸で-3°C前後という記録的な寒さとなった。このため関西では電気・ガスの使用量を更新し、積雪した地域では日中の雪が解けず強風によって舞い上がり、珍しく西日本で地吹雪が起こるなどした。
  - 12月20日（大雪） - 12月としては強い寒波。津山市で観測史上1位タイとなる積雪40cm、日本海から関東山地を隔てた前橋市でも積雪14cmを記録した。
- 2004年1月22日（低温・大雪） - 前年同様西回りに南下した猛烈寒気により、低温の規模はやや劣るものの同地域・同時間帯に著しい低温となった。久留米市で積雪18cm。
- 2005年12月中旬（豪雪・低温） - 平成18年豪雪（一八豪雪/〇六豪雪）の中で日本海側以外にも記録的大雪をもたらした寒波。積雪は名古屋市 23cm（58年ぶり）、広島市 17cm（21年ぶり）、高知市 9cm（18年ぶり）。

#### 2010年代
- 2010年末〜2011年始（豪雪） - 2010年12月27日には会津若松市で観測史上最深タイの115cmの積雪を記録し、西会津町の国道49号で立ち往生が発生。30日から松江市や福岡市で500hpa気温が過去最低を記録するなどかなり強い上層寒気が西回りで流れ込み、2011年1月1日にかけて九州西部と山陰地方では記録的大雪となった（平成23年の大雪/北陸豪雪/山陰豪雪）。鹿児島市で観測史上2番目に多い25cm、米子市で観測史上最大の89cmの積雪を記録し、鳥取県琴浦町の国道9号線で立ち往生が発生、山陰本線の運休や停電、山間部の孤立など年始早々大きな被害が出た。2011年に入ってからは全国的に低温で降雪が多く、1980〜1981年にかけての五六豪雪以来の積雪となった所があった。
- 2012年
  - 2月2〜3日（豪雪・低温） - 一連の平成24年の大雪（北海道豪雪）の中でもピークの寒気が流入した。舞鶴市で観測史上最大の87cm、名古屋市でも15cmの積雪を観測するなど近畿や東海を中心に記録的な大雪となり、3日の朝は玖珠町で観測史上最低の-14.7°C、熊本市でも31年ぶりの-6.7°Cを観測するなど、九州を中心に記録的な冷え込みとなった。
- 2月下旬（大雪） - 函館市で観測史上最大の積雪91cmを記録。
- 2013年2月23日（豪雪・低温） - 北日本に強い寒気が流れ込み、青森市の酸ケ湯で観測史上最大の566cmの積雪を記録するなど東北地方の日本海側では大雪、太平洋側も積雪した。また仙台市と福島市で真冬日となるなど厳寒（平成25年の大雪/東北豪雪）。
- 2014年
  - 2月上旬〜中旬（低温・大雪） - 立春の日（4日）から日本全国に強烈な寒波が流れ込み、全国で異常低温をもたらした。4日正午から6日にかけて冬型の気圧配置となり、下層寒気については「10年に1度」の強い寒波が日本列島に流れ込み全国的に寒い日が続いた。7〜9日は南岸低気圧により甲信越〜東北太平洋側を中心に数十年ぶりの大雪で、東京で45年ぶり、石巻などでは91年ぶりの大雪。8日は東京でも正午の気温が-0.4°Cと20年ぶりの日中の氷点下を観測。14〜15日は再び南岸低気圧が通り、甲府市で114cm、秩父市で98cm、前橋市で73cmなど過去の記録を大幅に上回る観測史上最大積雪を記録するなど、関東甲信地方の内陸では大変顕著な、気象観測史上経験したことのない記録的大雪となった。家屋や物流、農作物に甚大な被害が発生し、気象庁により異常気象に認定された（平成26年の大雪）。
  - 12月中旬・2015年1月（豪雪・低温） - この時期はとても顕著な寒波が多く、12月中旬では非常に気温が低く雪も多くなった。12月17〜18日は、北海道の東岸を低気圧が猛烈に発達し西高東低の冬型の気圧配置が強まった。北海道では大荒れの天候に見舞われ、17日に広島市で8cm、18日に名古屋市で23cmの積雪を観測。特に名古屋市では2005年12月以来9年ぶりの大雪で、統計史上5番目の記録となった。そして年越しの1月1〜3日は日本海側で大雪となったが太平洋側でも雪が降った。京都市では22cmと記録を更新し珍しい寒波となった。1月1日の午前中は雪雲は日本海側が中心だったが昼過ぎにかけて次第に日本海寒帯気団収束帯（JPCZ）が南下し、近畿北部〜中部にかけて大雪となった。神戸や大津なども積雪。大阪も降雪となり、北摂エリアでは5cm程度の雪はあったと見られる。この冬では東京や大阪などでの南岸低気圧によっての大雪は無かった。
- 2016年
  - 1月24〜25日（低温・大雪） - 西日本、特に九州沖縄を中心に降雪・低温の両方において1977年2月中旬以来の記録的な大寒波となった（平成28年の大雪/西日本豪雪）。24日は日中の気温が大変低く推移し、佐賀県全ての観測点、長崎県や福岡県、熊本県の内陸の大部分の観測点で真冬日を記録。長崎市では観測史上最大の積雪17cmを記録した[14]ほか、鹿児島市で5年ぶりに14cmの積雪。また南西諸島各地の観測点では極めて稀な降雪が確認され、24日午後に奄美大島で115年ぶり、久米島で39年ぶり、沖縄本島の名護市で観測史上初の初雪を観測した。25日朝には放射冷却現象も加わって九州各地で大変強い冷え込みとなり、伊佐市大口で観測史上最低の-15.2°Cを観測したほか[15]、戦前から観測が行われている気象官署の人吉市で観測史上最低の-9.8°C、1890年から観測が続けられている佐賀市で観測史上2番目の-6.6°C、鹿児島市で1977年以来39年ぶりの-5.3°C、福岡市で1981年以来35年ぶりの-4.0°Cなど、都市部の観測期間の長い地点を含め各地で数十年ぶり〜史上最低の顕著な低温となった。このため各地で水道管破裂が多発し、大牟田市などで大規模な断水となるなど、寒波が去った後も数週間に渡って影響が続いた。
  - 11月22〜27日（低温） - 北日本〜東日本を中心に11月としては史上最強の寒波が流入した。北海道では22日から寒気が流入し、11月23〜24日は道内各地で11月の低温記録を更新した。23日は札幌市で最高気温-1.7°C、旭川市で最高気温-3.7°Cなど道内各地で真冬日、24日は札幌市で-7.0°C、帯広市で-10.6°C、陸別町で-15.8°Cなど北海道で11月としては記録的低温となった[16]。関東では24日に最強寒波が流れる中南岸低気圧が通過されたため各地で11月として珍しく雪が降り、東京で0cm、千葉市で2cm、つくば市、前橋市、宇都宮市でそれぞれ4cm、熊谷市で6cmの積雪を観測した。東京は観測史上初の11月積雪となった。南岸低気圧が通過した後、11月25〜27日は関東地方中心に大寒波となり記録的低温となった。東京では25日に最低気温0.2°Cで11月としては54年ぶりの低温。この24日の積雪及び25〜27日の寒波により、関東各地で路面凍結して車のスリップ事故や転倒などが相次いだ[17]。
- 2017年1月14〜15日（大雪） - 中日本付近に500hPaで-36°C以下の強い寒気が流れ込み、14〜15日は東海や西日本の平野部を中心に各地で記録的大雪となった。雪雲が流れ込み続けた四日市市では、委託積雪観測では17cmであったものの市民からは40cm前後の大雪となったという報告が多く寄せられ、1995年12月の53cm以来の大雪となった。広島市では19cmと観測史上5位で1984年以来33年ぶりの大雪となり、京都市でも観測史上10位の14cmに達し、15日に開催された女子駅伝大会に影響が出た。冬型での積雪が珍しい関東平野の前橋市でも積雪となった。
- 2018年（平成30年の大雪/北陸豪雪/北海道豪雪）
  - 1月11〜13日（大雪・低温） - 新潟市で9年ぶりに80cm、福井市で6年ぶりに77cmと北陸から四国で大雪となった。新潟市秋葉区新津で33年ぶりの最低気温-13.2°C。
  - 1月22〜28日（大雪・低温） - 22日に南岸低気圧が通過し、東京で23cm、宇都宮市で27cmを記録するなど関東平野で大雪となった。24日からは関東平野中心に連日厳しい冷え込みが続き、東京地方に1985年以来33年ぶりの低温注意報が発表され、さいたま市（-9.8°C）、青梅市（-9.3°C）などで観測史上最低気温を更新した。
  - 2月5〜13日（大雪・低温） - 福井市で37年ぶりに147cm、金沢市で84cm、松江市で49cmなど日本海側を中心に記録的大雪となる。大洲市で30cmなど愛媛県南予地方でも記録的大雪となった。中国地方で真冬日が続出し、境港市で1904年以来114年ぶりの最低気温-8.1°Cなど西日本を中心に厳しい寒さとなった。

#### 2020年代
- 2020年12月14〜21日（低温・大雪） - 沖縄県と南西諸島を除く日本列島のほとんどが寒冬となり、全国平均では令和になって以降、初めての低温の冬となり2020年12月14日以降、大陸からの寒気が日本付近に流入し、北日本から西日本にかけての日本海側を中心にしばしば大雪となり、冬型の気圧配置が強まりやすい状態が1週間程続いた。
- 2021年
  - 1月1〜20日（豪雪・低温） - 東北地方や北陸地方を中心に19地点で72時間降雪量が昨冬までの記録を更新し、東北地方以南の日本海側を中心にすでに冬の最深積雪の平年値を超えたところが多く、北陸地方の平野部などでは2倍を超えたところもあった（令和3年の大雪/東北日本海側豪雪/北陸豪雪/山陰豪雪）。また、この期間内の平均気温は北日本で1985年の同期以来、西日本で1986年の同期以来となる極度の低温となった。なお、この年は西シベリアのブロッキング高気圧や2020年秋頃から発生した熱帯のラニーニャ現象が影響しているとみられ、特に東北日本海側、および北陸、山陰において1月7〜20日頃まで続いた大雪と低温の要因として、高緯度帯の偏西風と中緯度帯の偏西風がともに日本付近で南に蛇行し、日本付近の上空約5,500メートルにおける-50°C以下の非常に強い寒気が流れ込みやすくなったことが考えられる。寒帯前線ジェット気流の大きな蛇行とともに、北極域に存在していた極渦が分裂して日本の北まで南下し、日本の上空には成層圏から分裂した2つの極渦の内の1つと、その周辺の非常に強い寒気が流入した。この一連の寒気は、2020年12月14日から約1か月間の平均で、北日本の上空約3,000メートルにおいて1958年以降で2番目に低い気温となるなど、北日本を中心にかなり強い寒波となった[18]。
  - 2月5日（大雪・低温） - 横手市で観測史上最大値となる203cmの積雪を観測した[19]。
- 2022年
  - 12月18〜19日（豪雪） - JPCZの発生に伴い、日本海側の地域で積雪が相次ぎ、平地でも大雪が降る地域もあった[20]。特に、新潟県柏崎市は最深積雪が91センチを記録し、90センチ以上の積雪は38年ぶりである。
  - 12月22〜26日（豪雪・低温） - 冬型の気圧配置の強まりにより日本海側の広い地域だけでなく、太平洋側にも流れ込み、高知県で14センチの積雪を記録し、2012年の統計開始以降最深積雪記録を更新した[20]。そのほかの地域でも立ち往生などが相次いだ[20]。また、クリスマス前後の出来事だったことから、複数のメディアではこの寒波に対して「クリスマス寒波」という呼称が用いられた[21][20]。
- 2023年1月24〜25日（大雪・低温） - 2016年1月24日以来の強い寒波の影響で、上空1500メートル付近（850hPa）の寒気が、25日朝9時、館野で-15.1°Cを記録（歴代1位）し、輪島では-16.7°Cを記録（歴代3位）の値となった。また、近畿や中国地方を中心に記録的な大雪となり、岡山県北部に顕著な大雪に関する気象情報が発表された。強い寒気と風の影響で太平洋側でも大雪となり、京都で15cm、神戸で4cm、奈良で3cm、和歌山で4cm（降雪6cm）を観測した。神戸では2005年以来18年ぶりの記録となった。このほか、大阪（泉州地域）や和歌山県南部、三重県南部などでも大雪となった。大雪で近畿では交通機関に大きな影響が出た（令和5年の大雪/西日本日本海側豪雪）。